# 古尤灣
64°5′S 62°35′W / 64.083°S 62.583°W
古尤灣（英語：Guyou Bay）是南極洲的海灣，位於帕默群島的布拉班特島西部，處於克勞德角和梅奇尼科夫角之間，寬7公里，由讓-巴蒂斯特·夏古率領的法國探險隊發現。